# Юндинхъ
Юндинхъ (на китайски: 永定河; на пинин: Yǒngdìng Hé, „река на вечното спокойствие“) е река в Северен Китай, в провинции Шанси и Хъбей, лява съставяща на Хайхъ). С дължина 747 km и площ на водосборния басейн 47 016 km² река Юодинхъ води началото си под името Хайхъ от източния склон на хребета Луяшан (съставна част на планинската система Иншан) на 1906 m н.в. в провинция Шанси. В горното и началото на средното си течение протича в широка долина през североизточната част на Шансийската хълмиста земя под името Санганхъ. Постепенно завива на изток и след приемането на големия си ляв приток Янхъ, вече под името Юндинхъ, заобикаля от север планината Тайханшан в дълбока и тясна планинска долина. Северозападно от столицата Пекин завива на югоизток, излиза от планините и до устието се тече през северната част на Голямата китайска равнина. В центъра на град Тиендзин на 6 m н.в. се слива с идващата отдясно река Уейхъ и двете заедно образуват дългата 102 km река Хайхъ, вливаща се в залива Бохайван на Жълто море. Основен приток – Байхъ (ляв). В равнината в миналото коритото на реката нееднократно е променяло своето местоположение, но сега е коригирано и канализирано, като е защитено с високи водозащитни диги. Юндинхъ има типичен мусонен режим на оттока с максимум през лятото. Средният годишен отток на реката е около 45 m³/s. В теснината Гуантиншан (северно от планината Тайханшан), преди изхода ѝ от планините, е изграден голям хидровъзел, включващ преградна стена, язовир с площ около 220 km² и мощна ВЕЦ, откъдето се осъществява водо- и електроснабдяване на столицата Пекин, а част от водите ѝ се използват и за напояване. В долното си течение по време на лятното пълноводие е плавателна за плитко газещи речни съдове. В горното и долното течение долината ѝ е гъсто населена, но има предимно малки градове за китайските мащаби.